# Glasslip
Glasslip (jap. グラスリップ, Gurasurippu) ist der Titel einer Anime-Fernsehserie von 2014 und einer zugehörigen Manga- und Light-Novel-Serie. Das Werk ist in die Genres Romantik und Drama einzuordnen.

## Inhalt
Die Geschichte dreht sich um die Schülerin Tōko Fukami (深水 透子) und ihre vier Freunde, die ihre Zeit oft im Café Kazemichi verbringen, wo der fröhliche Hiro Shirosaki (白崎 祐) auch als Bedienung arbeitet. Tōko selbst ist im letzten Schuljahr und lernt im Glass-Atelier ihrer Eltern. Als der distanzierte Kakeru Okikura (沖倉 駆) neu an die Schule kommt und Kontakt zu Tōko sucht, bringt er Unruhe in die Gruppe der fünf Freunde. Kakeru spricht Tōko an, weil er spürt, dass sie wie er manchmal Visionen von der Zukunft hat. Das geschieht meist, wenn Tōko glitzerndes Glas sieht. Doch Yukinari Imi (井美 雪哉) ist in Tōko verliebt, konnte es ihr nur noch nicht gestehen. Yanagi Takayama (高山 やなぎ) wiederum ist in Yukinari verliebt und wird dabei auch von ihrer Freundin Tōko unterstützt. Als Yukinari schließlich Tōko seine Liebe gesteht, weist Tōko ihn schließlich zurück – sie hat keine Gefühle für ihn und möchte Yanagi nicht im Weg stehen. Zur gleichen Zeit gesteht Hiro der ruhigen, belesenen Sachi Nagamiya (永宮 幸) – der fünften im Freundeskreis – seine Liebe. Obwohl sich alles weniger schlimm als befürchtet entwickelt, hat Tōko Visionen, dass ihre Freunde in naher Zukunft traurig sein werden.

## Veröffentlichungen

### Anime-Fernsehserie
Die Fernsehserie entstand 2014 beim Studio P.A. Works unter der Regie von Junji Nishimura. Die Autoren der Serie waren Junji Nishimura und
Rika Sato, während Miki Takeshita für das Charakterdesign verantwortlich war. Der künstlerische Leiter war Toshie Honda.
Die Serie wurde erstmals vom 3. Juli bis 25. September 2014 auf Tokyo MX gezeigt, sowie mit Versatz auch von den Sendern AT-X, TV Aichi, Sun Television, FTB, KBS, TVA, BS Nittele, ITC und BBT in Japan gezeigt. Aniplus-Asia zeigte eine englische Fassung und die Plattform Crunchyroll veröffentlichte den Anime per Streaming als Simulcast unter anderem mit deutschen und englischen Untertiteln. Später erschien die englische Fassung auch auf DVD.

#### Synchronisation
| Rolle           | japanischer Sprecher (Seiyū) |
| --------------- | ---------------------------- |
| Hiro Shirosaki  | Daiki Yamashita              |
| Yukinari Imi    | Nobunaga Shimazaki           |
| Sachi Nagamiya  | Risa Taneda                  |
| Kakeru Okikura  | Ryohei Kimura                |
| Yanagi Takayama | Saori Hayami                 |
| Tōko Fukami     | Seria Fukagawa               |

#### Musik
Die Musik der Serie komponierte Akito Matsuda. Das Vorspannlied ist Natsu no Hi to Kimi no Koe (夏の日と君の声) von ChouCho und im Abspann wird Tōmei na Sekai (透明な世界) von nano.Ripe gespielt. Das Vorspannlied wird auch innerhalb der elften Folge nochmals gespielt.

### Manga
Parallel zur Ausstrahlung der Fernsehserie startete eine Mangaserie namens Hina’s Lip (陽菜'sリップ, Hina's Rippu) aus der Feder der Autorin Kazemichi und der Zeichnerin Mayumi Katō. Sie erschien vom 3. Juli bis 18. Dezember 2014 in Fortsetzung als Webmanga auf der Ponymanga-Website des Verlags Pony Canyon.

### Light Novel
Am 3. Oktober 2014 erschien außerdem eine Light Novel zu Glasslip. Das von Yoshimori Uchi geschriebene und von Shino illustrierte Buch wurde bei Pony Canyon unter dem Imprint Ponican Book verlegt.